# 카르비나

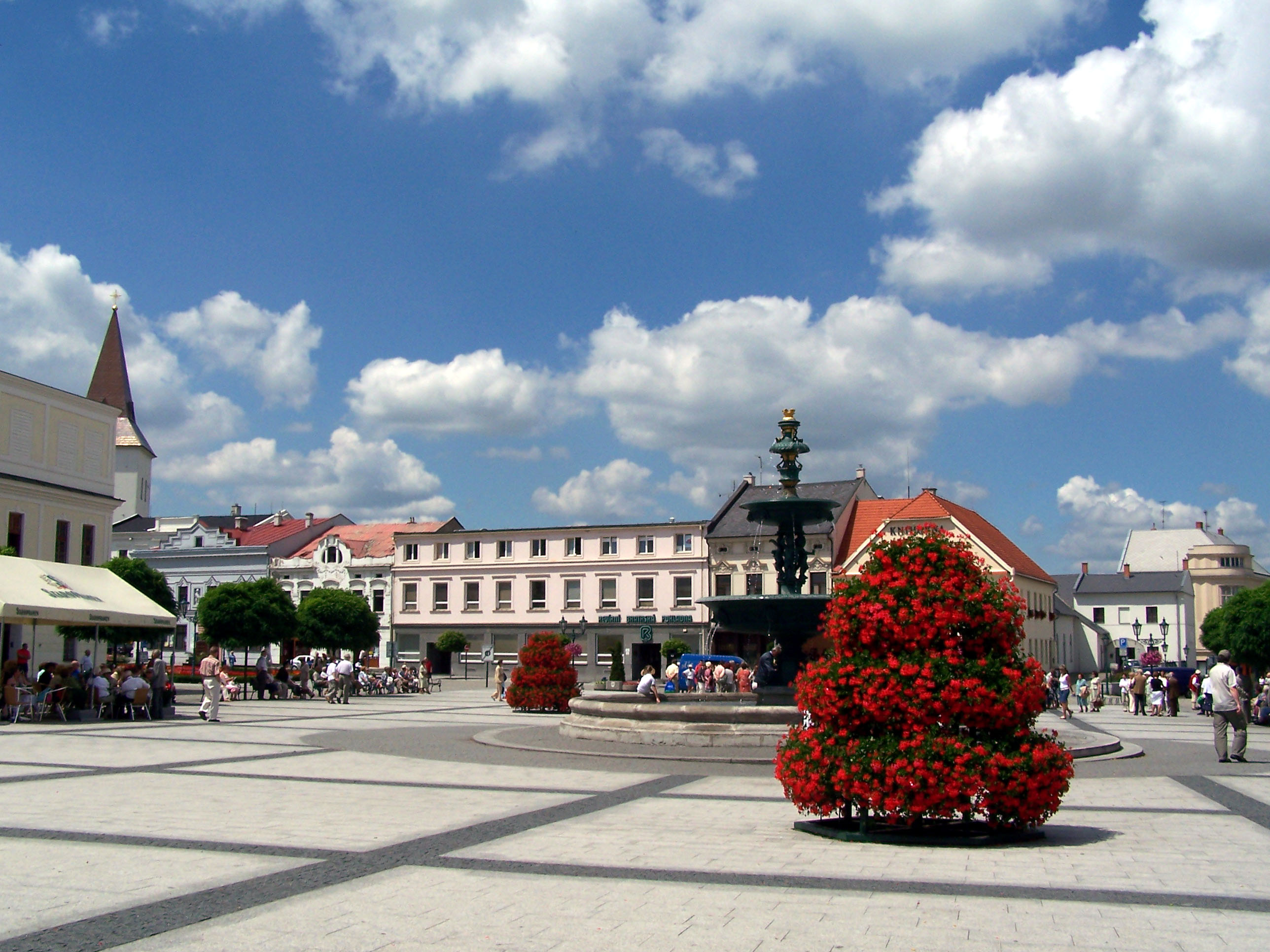
카르비나

카르비나의 위치

카르비나(체코어: Karviná, 폴란드어: Karwina 카르비나[*], 독일어: Karwin 카르빈[*])는 체코 모라바슬레스코 주에 위치한 도시로, 면적은 57.49km2, 높이는 221m, 인구는 63,045명(2006년 기준), 인구 밀도는 1,096.6명/km2이다. 역사적 지역인 체코령 실레시아 지방에 위치하며 체코의 중요한 석탄 채굴의 중심지로 여겨진다. 인근에 있는 도시들과 함께 오스트라바-카르비나 탄광 지대를 형성한다.

시기
시 문장

## 인구
| 연도           | 인구   | ±%     |
| -------------- | ------ | ------ |
| 1869           | 8,900  | —      |
| 1880           | 11,895 | +33.7% |
| 1890           | 16,305 | +37.1% |
| 1900           | 24,195 | +48.4% |
| 1910           | 29,880 | +23.5% |
| 1921           | 35,748 | +19.6% |
| 1930           | 37,645 | +5.3%  |
| 1950           | 38,465 | +2.2%  |
| 1961           | 49,418 | +28.5% |
| 1970           | 78,546 | +58.9% |
| 1980           | 78,334 | −0.3%  |
| 1991           | 68,405 | −12.7% |
| 2001           | 65,141 | −4.8%  |
| 2011           | 56,897 | −12.7% |
| 2021           | 48,473 | −14.8% |
| 출처: Censuses |        |        |